# 음악앨범 (라디오 프로그램)
《이현우의 음악앨범》은 대한민국의 방송국인 한국방송공사의 라디오 채널 KBS 쿨FM(수도권 FM 89.1MHz)에서 매일 오전 9시부터 오전 11시까지 방송하는 오전 음악전문 라디오 프로그램이다. 프로그램은 1987년 시작되어 윤형주, 박인희 외 DJ들이 거쳐갔으며 특히 유열은 1994년 10월 1일부터 2007년 4월 15일까지, 현재의 DJ인 이현우는 2007년 4월 16일부터 진행하고 있다. 2007년에 방송 20주년을 맞이했고, 2017년에 방송 30주년을 맞이했으나, 2027년에 방송 40주년을 맞이한다.

## 코너

### 평일 코너
- Coffee Break (1부)
- 어디 가세요? 퀴즈 풀고 가세요~ (2부)

### 요일별 코너
- 화요일:어쩌다 남자 (게스트: 김인석)
- 수요일:아, 이거 어떡하지?
- 목요일:알.잘.신.잡

## 미디어
- 유열의 음악앨범 (2019년작 영화)